# Kanton Digne-les-Bains-Ouest
Der Kanton Digne-les-Bains-Ouest war von 1973 bis 2015 ein französischer Wahlkreis im Arrondissement Digne-les-Bains, im Département Alpes-de-Haute-Provence und in der Region Provence-Alpes-Côte d’Azur. Er umfasste zehn Gemeinden, Hauptort (frz.: chef-lieu) war Digne-les-Bains. Die landesweiten Änderungen in der Zusammensetzung der Kantone brachten im März 2015 seine Auflösung. Sein letzter Vertreter im conseil général des Départements war von 2001 bis 2015 Jean-Louis Bianco.

## Gemeinden
| Gemeinde                 | Einwohner (Stand: 2022) | Code postal | Code Insee |
| ------------------------ | ----------------------- | ----------- | ---------- |
| Aiglun                   | 1406                    | 04510       | 04001      |
| Barras                   | 142                     | 04380       | 04021      |
| Le Castellard-Mélan      | 62                      | 04380       | 04040      |
| Le Chaffaut-Saint-Jurson | 689                     | 04510       | 04046      |
| Champtercier             | 785                     | 04660       | 04047      |
| Digne-les-Bains          | 7.221*                  | 04000       | 04070      |
| Mallemoisson             | 968                     | 04510       | 04110      |
| Mirabeau                 | 508                     | 04510       | 04122      |
| Hautes-Duyes             | 50                      | 04380       | 04177      |
| Thoard                   | 741                     | 04380       | 04217      |

(*) Teilbereich. Die Einwohnerzahl betrifft den zum Kanton gehörenden Teil der Gemeinde.